# 14812 Rosario
A 14812 Rosario (ideiglenes jelöléssel 1981 JR1) a Naprendszer kisbolygóövében található aszteroida. Felix Aguilar Observatory fedezte fel 1981. május 9-én.